# Travanca (Santa Maria da Feira)
Travanca ist ein Ort und eine ehemalige Gemeinde in Portugal.

## Geschichte
Im 16. Jahrhundert war Travanca eine Gemeinde unter Verwaltung der Kathedrale von Porto und wechselte 1565 zum Kloster von Lóios.
Im Zuge der Enteignungen der kirchlichen Orden und der folgenden Verwaltungsreformen nach der Liberalen Revolution 1822 wurde Travanca eine zivile Gemeinde des Kreises Santa Maria da Feira. Mit den Gebietsreformen 2013 wurde die Gemeinde Travanca aufgelöst und mit weiteren zur neuen Gemeinde Santa Maria da Feira, Travanca, Sanfins e Espargo zusammengeschlossen.

## Verwaltung
Travanca war Sitz der gleichnamigen Gemeinde (Freguesia) im Kreis (Concelho) von Santa Maria da Feira im Distrikt Aveiro. Die Gemeinde hatte 2231 Einwohner und eine Fläche von 5,72 km² (Stand 30. Juni 2011).
Folgende Ortschaften liegen im Gebiet der ehemaligen Gemeinde:
| - Aldão - Aldeia Nova - Areias - Atalaia - Barrela - Bessada - Caneiros - Carvoil | - Chão da Silva - Chão Pedra - Covelas - Estrada - Igreja - Lameiro - Mieiro - Mouta | - Outeiro - Outeiro do Rio - Pinheiro - Quintã - Travanca - Travanca Cima - Troncal |

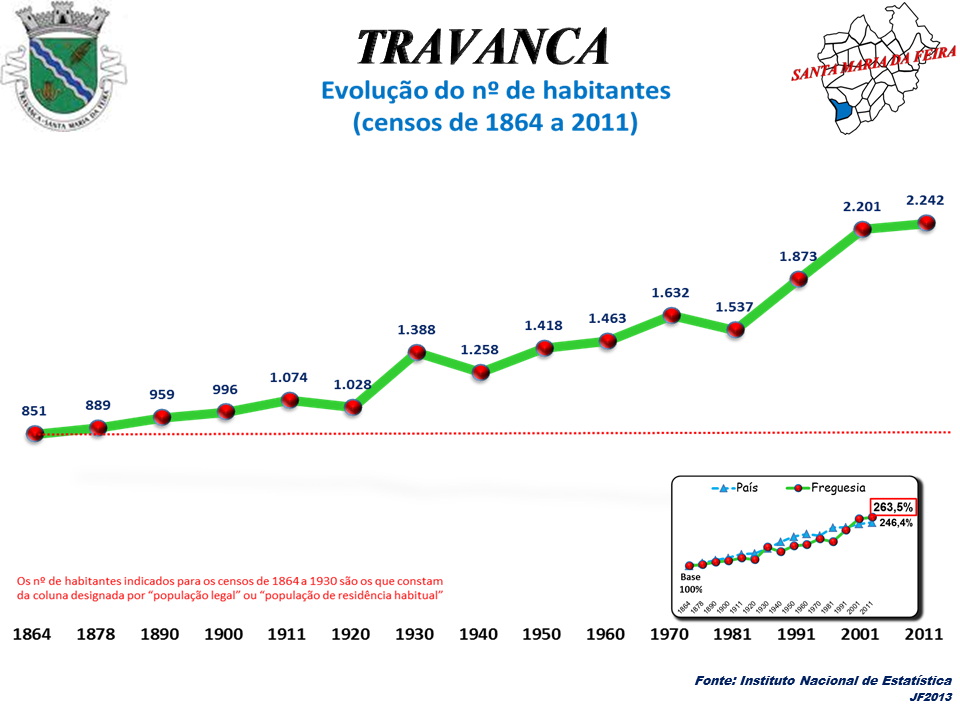
Bevölkerungsentwicklung der Gemeinde Travanca (1864–2011)

Im Zuge der Gebietsreform vom 29. September 2013 wurden die Gemeinden Travanca, Sanfins, Espargo und Feira zur neuen Gemeinde União das Freguesias de Santa Maria da Feira, Travanca, Sanfins e Espargo zusammengeschlossen.

## Persönlichkeiten
- Domitila de Carvalho (1871–1966), Ärztin, Lehrerin, Schriftstellerin und Politikerin. Erste Frau an der Universität Coimbra.
- Joaquim Andrade (* 1945), Radrennfahrer, gewann die Portugal-Rundfahrt 1969, Vater der Radrennfahrer Joaquim Andrade und José Andrade.
- Luís Afonso (* 1990), Radrennfahrer.